# Wuxi Open 2024
Il Wuxi Open 2024 è stato un torneo maschile di tennis professionistico. È stata la 1ª edizione del torneo, facente parte della categoria Challenger 75 nell'ambito dell'ATP Challenger Tour 2024, con un montepremi di 82 000 $. Si è giocato dal 6 al 12 maggio 2024 sui campi in cemento di Wuxi, in Cina.

## Partecipanti

### Teste di serie
| Nazionalità   | Giocatore       | Ranking* | Testa di serie |
| ------------- | --------------- | -------- | -------------- |
| Australia     | Max Purcell     | 80       | 1              |
| Australia     | James Duckworth | 113      | 2              |
| Australia     | Adam Walton     | 119      | 3              |
| Cina          | Bu Yunchaokete  | 167      | 4              |
| Stati Uniti   | Maxime Cressy   | 178      | 5              |
| Italia        | Mattia Bellucci | 181      | 6              |
| Kazakistan    | Beibit Zhukayev | 182      | 7              |
| Corea del Sud | Hong Seong-chan | 187      | 8              |
| Australia     | Li Tu           | 193      | 3              |

* Ranking al 22 aprile 2024.

### Altri partecipanti
I seguenti giocatori hanno ricevuto una wild card per il tabellone principale:
- Li Hanwen
- Te Rigele
- Zhou Yi

I seguenti giocatori sono entrati in tabellone come alternate:
- Evgenij Donskoj
- Jahor Herasimaŭ
- Hiroki Moriya

I seguenti giocatori sono passati dalle qualificazioni:
- Cui Jie
- Xiao Linang
- Bai Yan
- Sun Fajing
- Rémy Bertola
- James McCabe

## Punti e montepremi
| Torneo    | Torneo              | V     | F     | SF    | QF    | 2T    | 1T  | Q | Q2  | Q1  |
| Singolare | Punti               | 75    | 44    | 22    | 12    | 6     | 0   | 4 | 2   | 0   |
| Singolare | Premi in denaro ($) | 9 880 | 5 820 | 3 450 | 2 000 | 1 165 | 720 | – | 360 | 185 |
| Doppio    | Punti               | 75    | 44    | 22    | 12    | –     | 0   | – | –   | –   |
| Doppio    | Premi in denaro ($) | 4 250 | 2 450 | 1 480 | 880   | –     | 500 | – | –   | –   |

## Campioni

### Singolare
Bu Yunchaokete ha sconfitto in finale  Jahor Herasimaŭ con il punteggio di 6–4, 6–1.

### Doppio
Calum Puttergill /  Reese Stalder hanno sconfitto in finale  Toshihide Matsui /  Kaito Uesugi con il punteggio di 7–6(8), 7–6(4).